# 北神急行電鉄7000系電車

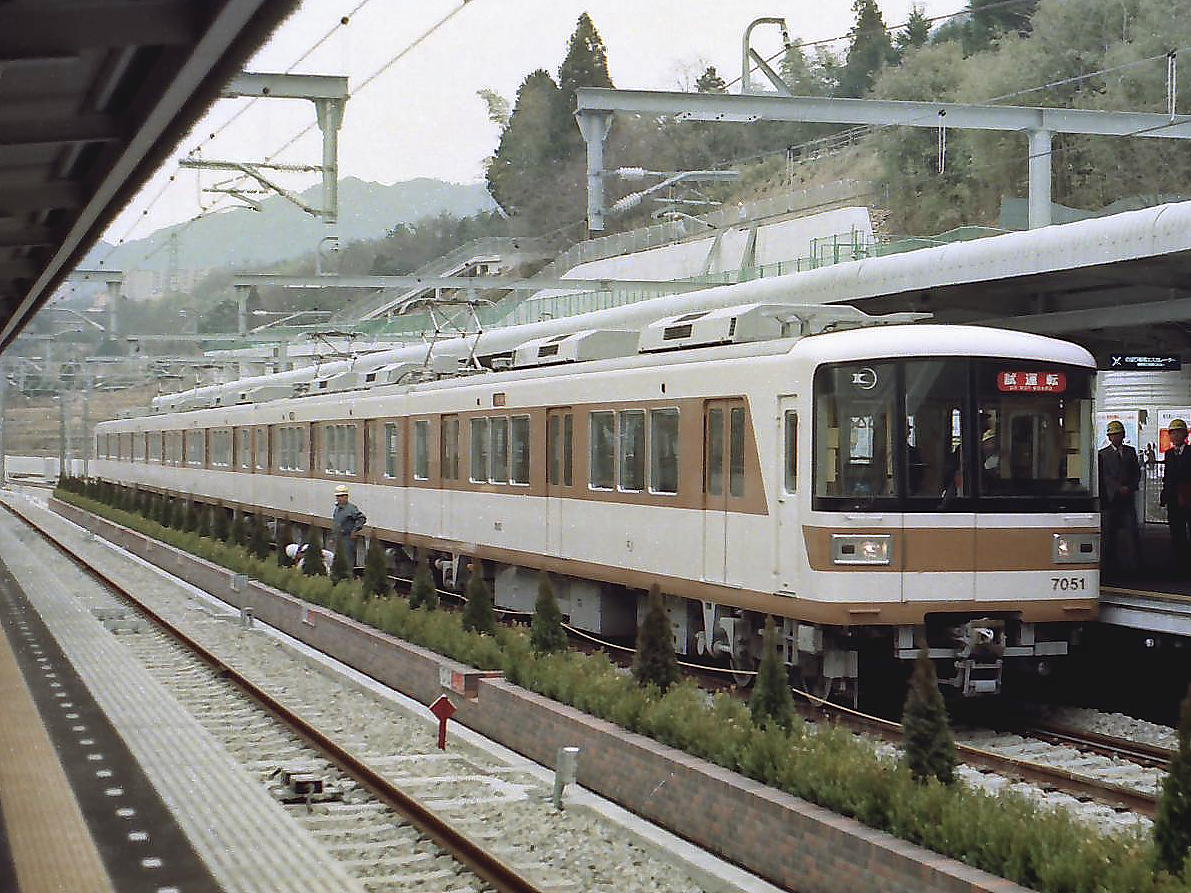
登場時・5両編成時代の7000系（谷上駅）

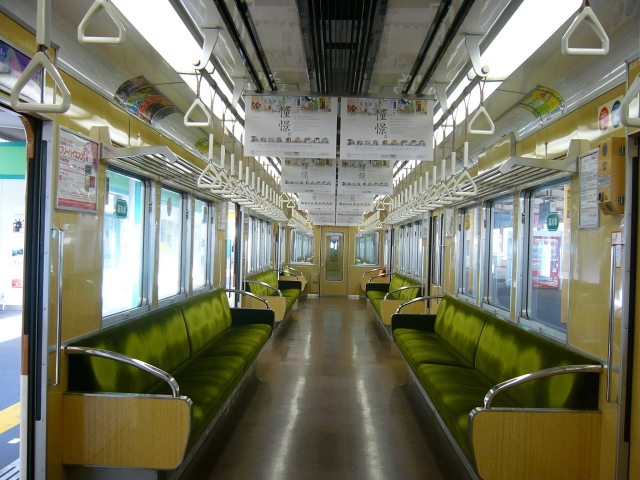
車内

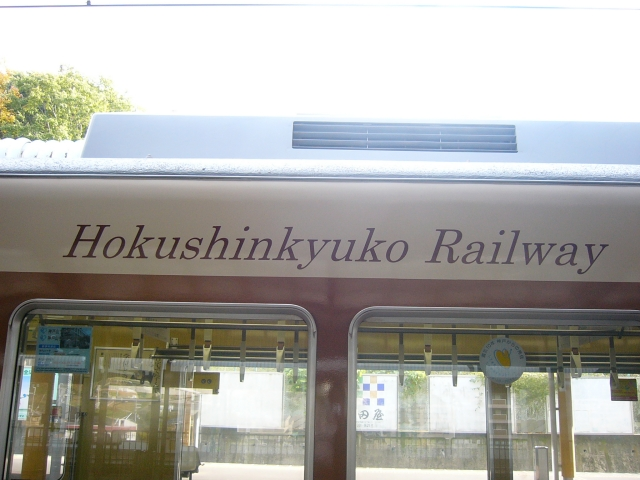
側面英字ロゴ

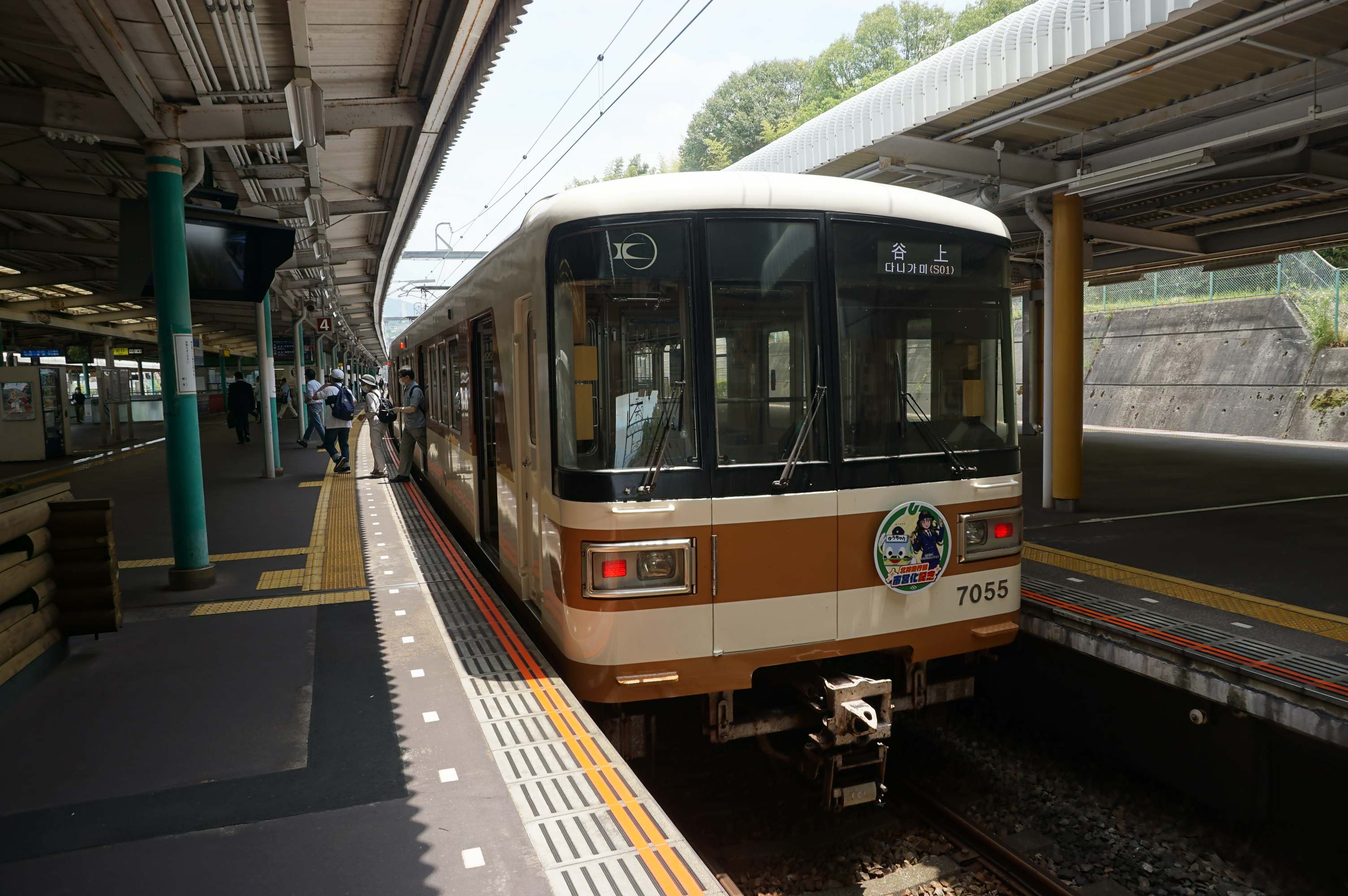
行先表示器がフルカラーLEDに交換された後の7055号車

北神急行電鉄7000系電車（ほくしんきゅうこうでんてつ7000けいでんしゃ）は、かつて北神急行電鉄が1987年（昭和62年）より使用していた通勤形電車である。神戸市が北神急行電鉄に関する資産を譲受したことに伴い2020年（令和2年）6月1日より神戸市交通局の車両となった。
北神急行時代の2015年から2018年にかけて制御機器の更新が行われ、更新車は7000-A系または7000-C系に系列変更されている。

## 概要
1988年（昭和63年）の北神線開業に合わせて前年の1987年から製造された。神戸市営地下鉄西神・山手線の規格に合わせたアルミ合金製19m3扉車体で、窓配置や編成の構成も同一である。
製造は川崎重工業で、寸法や性能、運転関係の機器配置は神戸市交通局の1000形に準じつつ、新技術の導入が実施された。翌1988年に投入した2000形との比較では、前照灯と尾灯の配置、屋根上の冷房装置のカバーの形状、前面ステップの有無などの差異がある。
また、主回路制御装置は三菱電機製GTOサイリスタ素子によるVVVFインバータ制御が採用された。制御装置1基で4個の電動機を駆動する1C4M方式であり、6両編成での電動車 (M) と付随車 (T) の比率（MT比）は1：1である。起動加速度は3.0km/h/sとなっている。ブレーキ装置は回生ブレーキ併用の電気指令式ブレーキが採用された。
台車は住友金属工業（現・新日鐵住金→日本製鉄）製のSUミンデン式空気ばね台車が採用されており、電動台車にはFS531が、付随台車にはFS031が使用されている。
デザイン面で親会社の阪急電鉄の影響を大きく受けており、座席にゴールデンオリーブ色のモケットを、内壁にマホガニー木目調のデコラを採用している。後に車両連結面に設置された転落防止幌も、阪急タイプのばねで互いに押し合い隙間ができないもの（神戸市所有車は単純な板状で中央に隙間ができる）である。車体塗装は阪急車とは異なり、アイボリー地に窓周りが淡茶色のツートンカラーとされた。
放送装置は車内・車外にスピーカーが設けられ、車外スピーカーは冷房装置のカバー内に設置された。当初から北神線でのワンマン運転のため自動放送に対応しており、2012年7月1日からは西神・山手線でも自動放送が行われている。
北神線開業当時、谷上駅に隣接する谷上SHビル内に存在したミニ博物館「とらふぃっくぷらざ」に本系列の実物大車体レプリカが展示されていた。運転シミュレーションも併設され、三宮 - 谷上間も一部映像を短縮しつつ体験できるようになっていたが、この施設は既に閉館され、車体レプリカも現存しない。

## 車種構成
当初は5両編成で登場し、神戸市の車両が6両編成化された1989年（平成元年）に4号車（付随車、7550形）を増結している。その際、車両の製造が追いつかず第4編成の3号車 (7604) を暫定的に付随車扱いで第3編成に連結していた時期があった。この間第4編成は休車になっていたが、翌1990年に本来の付随車（7553および7554）が製造され、運用に復帰している。
車両番号の附番方法も阪急式（詳しくは「阪急電鉄の車両形式」を参照）が採用されたが、中間電動車が2種類あり、区別のためにM2車をさらに+100している。ただし、下1桁は阪急とは異なり「1」から振られている。

## 改造
2005年（平成17年）10月以後、車体再塗装の際に、側面窓上に英字ロゴ「Hokushinkyuko Railway」が表記されるようになった。2006年（平成18年）10月までに、全編成が英字ロゴ表記入りとなった。
2014年12月1日から2015年1月16日にかけて、車内の客室灯・乗務員室灯を蛍光灯からLEDに変更した。
冷房装置の交換も行われ、2018年の7053Fをもって全編成の交換が完了した。

### 制御装置の更新
2015年度より機器更新工事が行われ、VVVF制御装置がGTO素子からフルSiC-MOSFET素子に交換されている。主電動機の出力に変更はないが、開放型から全密閉型に換装となり、補助電源装置（SIV）は140kVAのGTOから150kVAのIGBTに変更された。更新車は形式を変更し7000-A系または7000-C系となったが、車両番号の変更はない。2016年1月31日に第1編成の7051Fの6両が竣工した。
以降も継続して工事が行われ、2016年12月16日に7053Fが、2017年12月13日には7052Fがそれぞれ竣工している。7052Fでは行先表示器がフルカラーLED化され、上段に行先、下段に英語・中国語・韓国語および行先の駅ナンバリング表示も可能となった。2018年9月21日には7054Fが、同年12月14日には7055Fが改造竣工し、全編成の更新・形式変更が完了した。

## 歴史
- 1987年（昭和62年）6月8日 第1編成搬入。
- 1988年（昭和63年）4月2日 第5編成まで出そろい運用開始。
- 1989年（平成元年）11月11日 5両編成から6両編成化。第4編成運用休止。
- 1990年（平成2年）5月7日 第4編成運用再開。
- 2002年（平成14年）12月16日 谷上方前から3両目に日本初の毎日実施の終日女性専用車両を設定。
- 2004年（平成16年）6月1日 転落防止幌設置開始。
- 2005年（平成17年）10月3日 側面英字ロゴを表記開始。
- 2016年（平成28年）1月31日 機器更新工事（VVVF装置のSiC化など）の初編成となった第1編成が改造竣工[16]。
- 2020年（令和2年）6月1日 北神急行電鉄の市営化[22]により神戸市交通局所属となる。
- 2023年（令和5年）8月18日 ダイヤ改正に伴い、定期運行を終了する[23]。

## 運用
神戸市営地下鉄北神線、西神・山手線の谷上 - 西神中央間で運用されていた。
西神・山手線では1993年から1995年まで快速列車が運行されていたが、北神急行車は快速には使用されず、7000系の方向幕には西神・山手線車両で快速運転開始時に撤去された「新長田」「大倉山」の表示が残されていた。

## 廃車

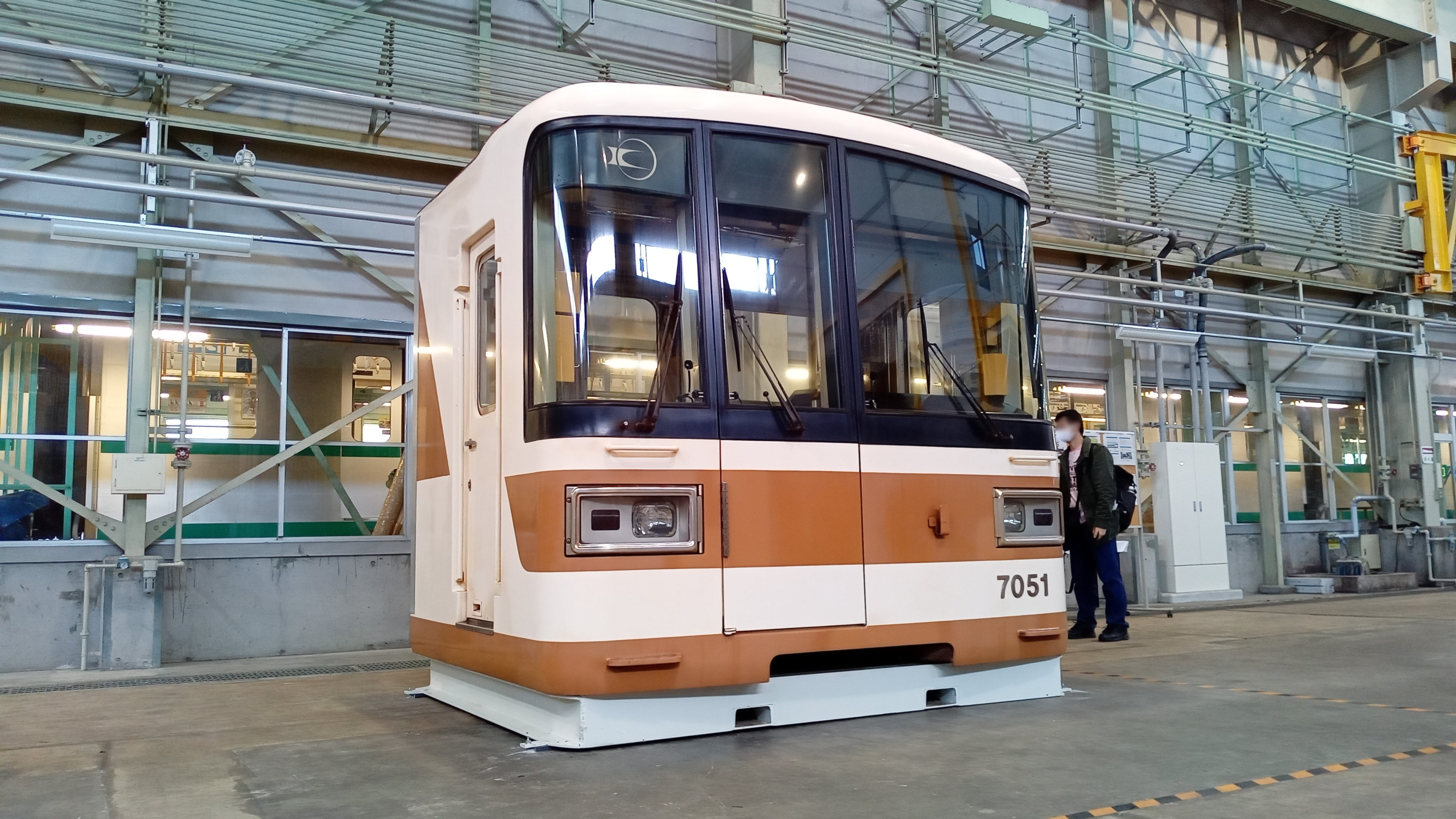
名谷車両基地に保存されている7051号車の前頭部

神戸市交通局ではホームドア設置にあわせて西神・山手線の全車両を6000形に置き換える計画となっていたが、2018年6月22日時点では当形式に関しては置き換えを実施せず継続して運行する予定であることが北神急行公式Facebookにて発表されていた。しかし、2020年（令和2年）6月1日に神戸市が北神急行電鉄に関する資産を譲受し神戸市交通局の車両となって以降は当形式も置き換えの対象となり、神戸市交通局の令和2年度予算説明書には「令和5年度をめどに全車を6000形へ更新する」旨が記述されている。2023年度に6000形1編成に置き換えられて形式消滅となる予定と発表され、2022年6月10日のダイヤ改正をもって2編成が運用離脱、残った3編成も2023年8月18日のダイヤ改正をもって定期運行を終了した。
運行終了後、7051号車の前頭部（カットモデル）が名谷車両基地の屋内に保存されており、2023年10月22日の交通フェスティバルで2000形、3000形の前頭部とともに展示された。

## 編成一覧
2021年4月1日現在。■7550形は女性専用車両。
|           |      | ← 西神中央新神戸・ 谷上 → |      |      |      |      |      |                |                |
| 形式      | 形式 | Tc1                       | M1   | M2   | T1   | M3   | Tc2  | 更新改造竣工   | 廃車           |
| 編成 番号 | 1    | 7051                      | 7501 | 7601 | 7551 | 7511 | 7151 | 2016年1月31日  | 2023年12月22日 |
| 編成 番号 | 2    | 7052                      | 7502 | 7602 | 7552 | 7512 | 7152 | 2017年12月13日 | 2023年12月22日 |
| 編成 番号 | 3    | 7053                      | 7503 | 7603 | 7553 | 7513 | 7153 | 2016年12月16日 | 2024年2月22日  |
| 編成 番号 | 4    | 7054                      | 7504 | 7604 | 7554 | 7514 | 7154 | 2018年9月21日  | 2024年2月22日  |
| 編成 番号 | 5    | 7055                      | 7505 | 7605 | 7555 | 7515 | 7155 | 2018年12月14日 | 2024年2月22日  |

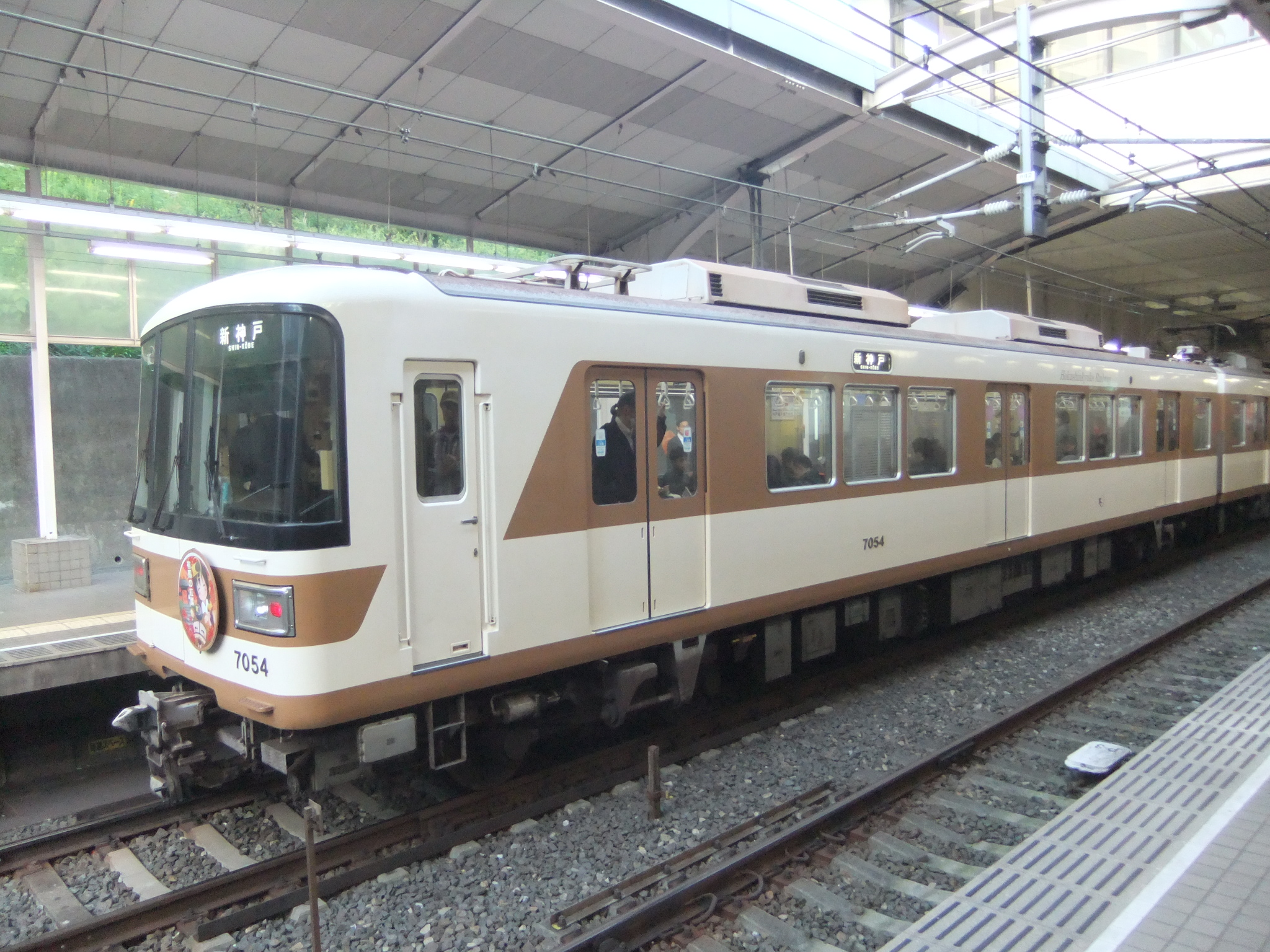
7050形
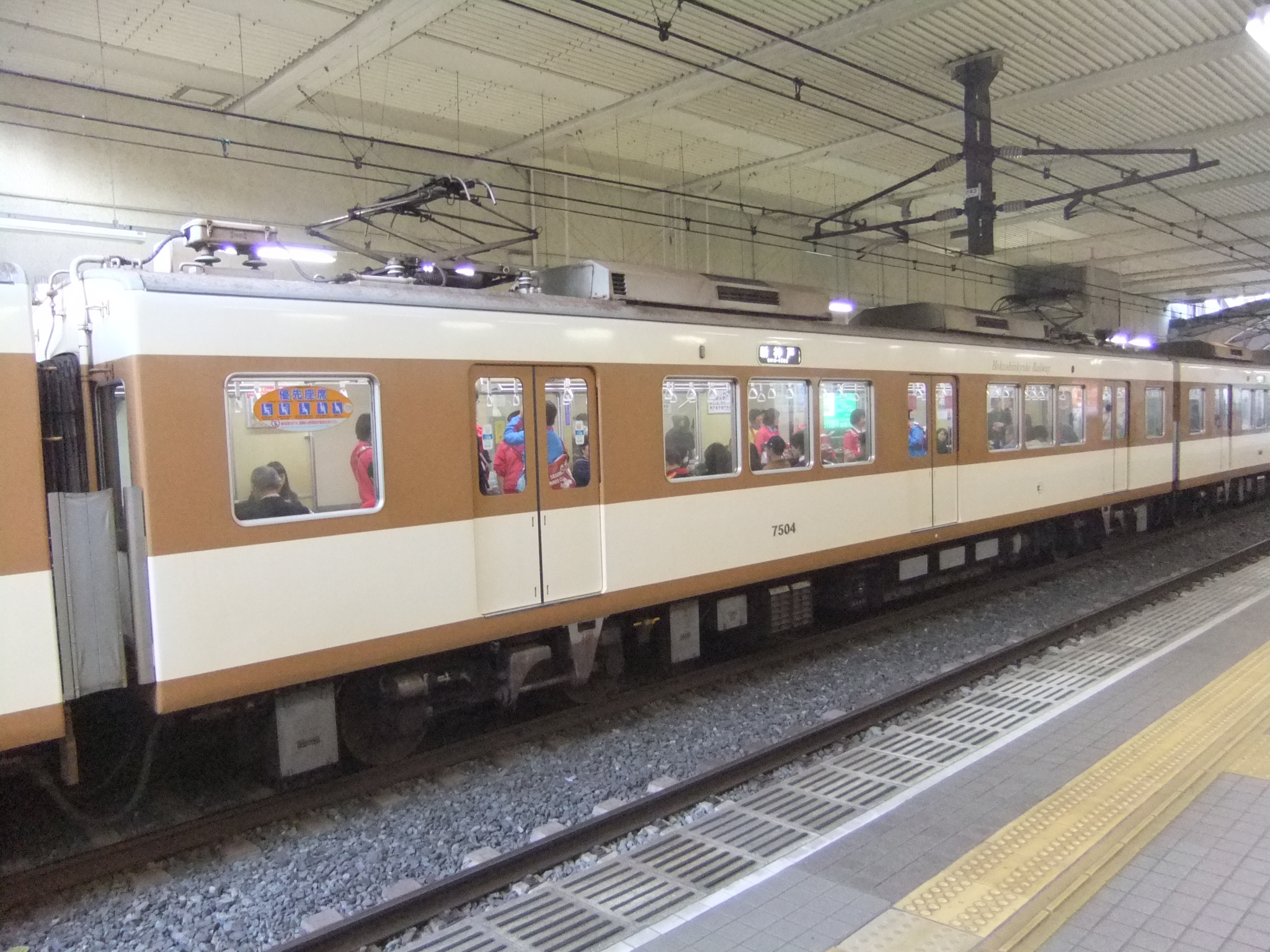
7500形
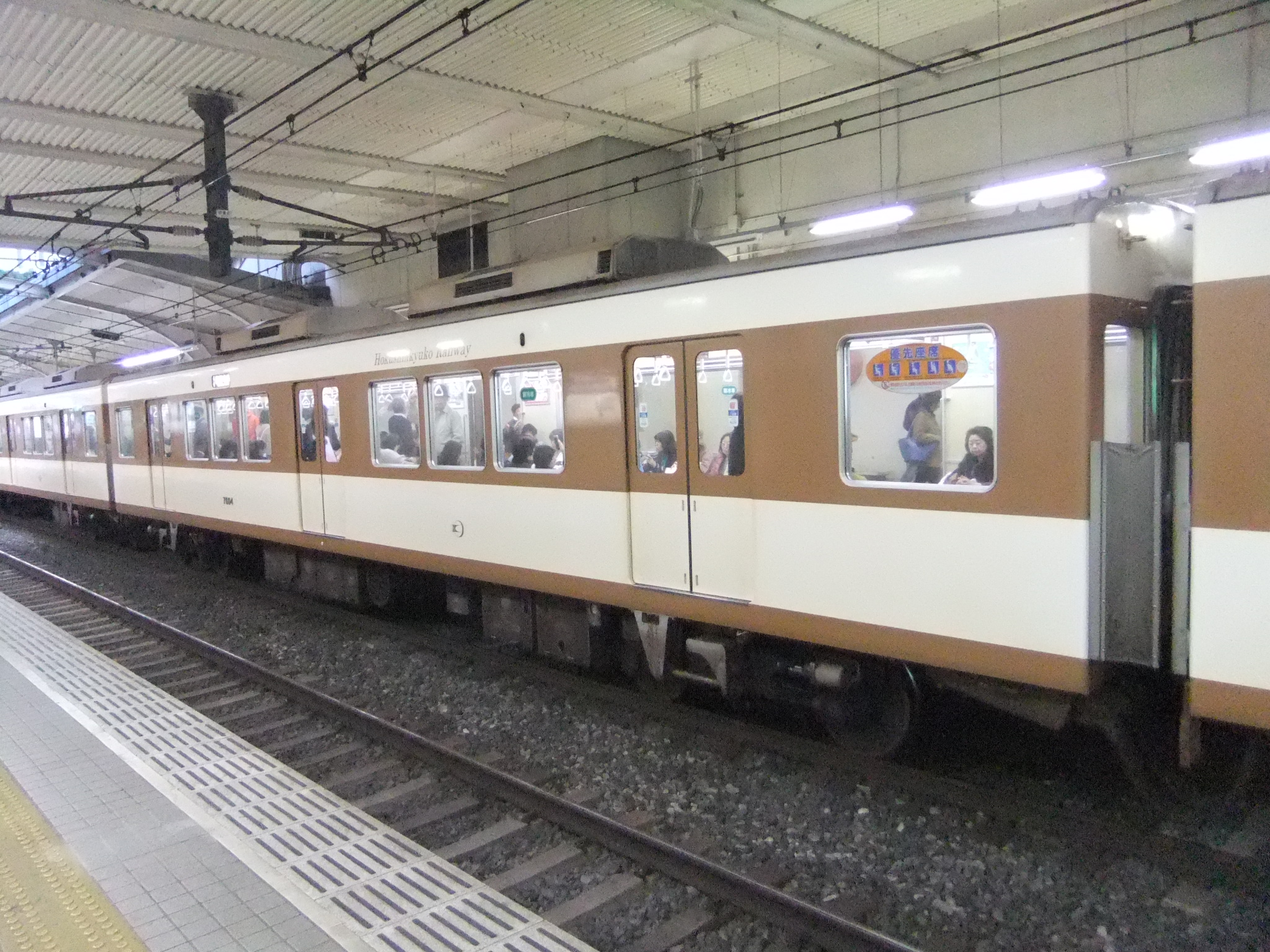
7600形
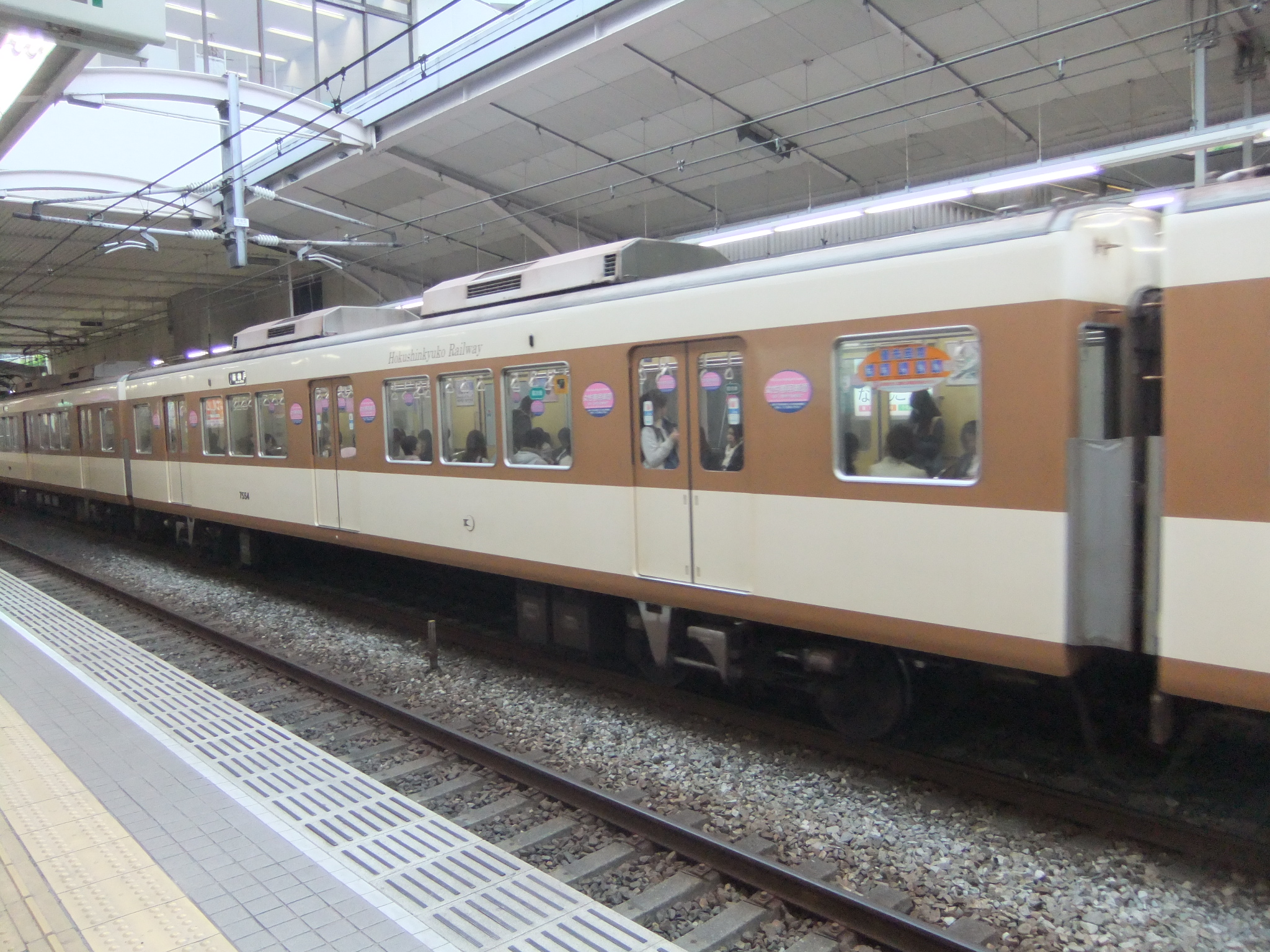
7550形
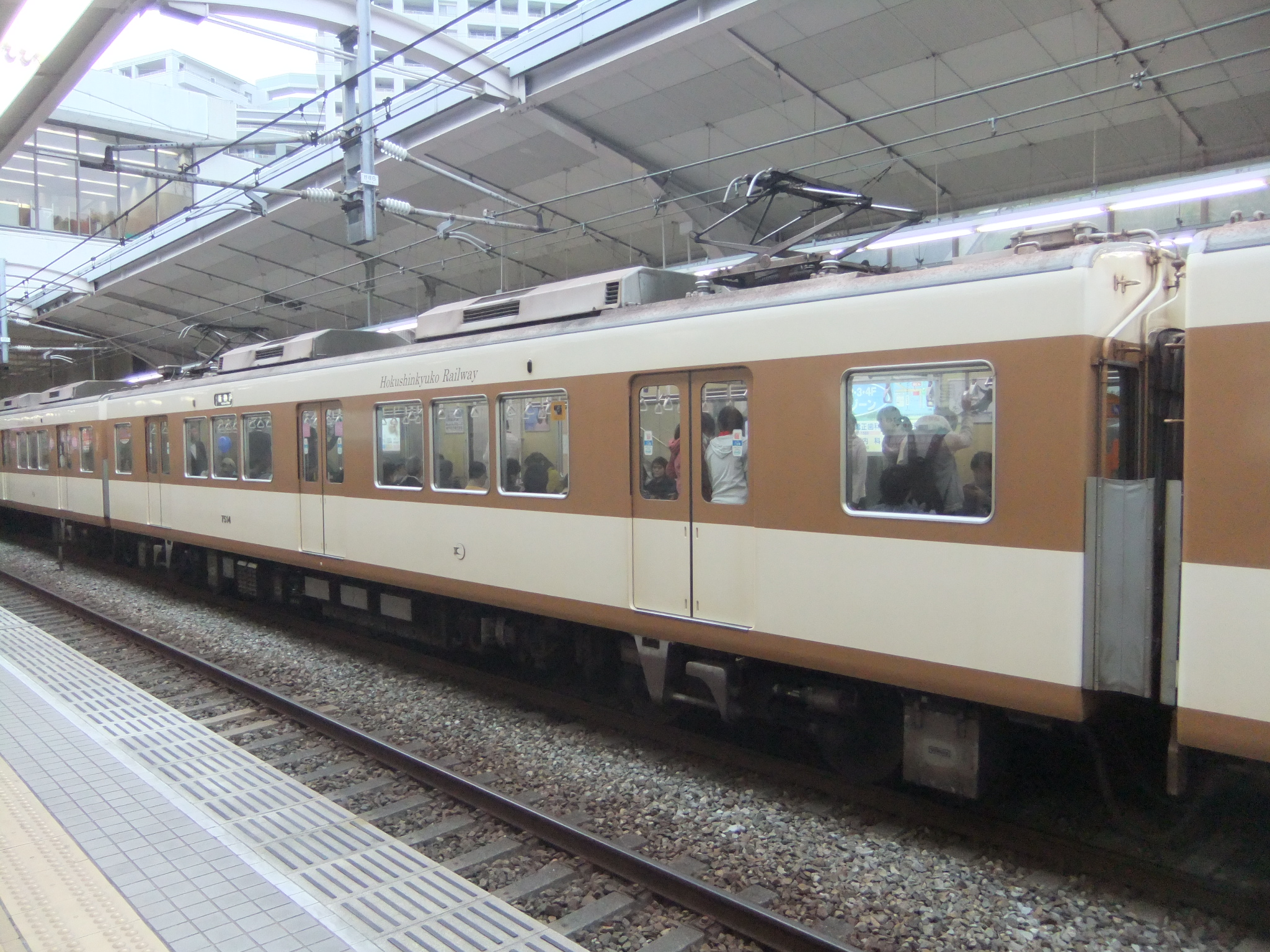
7510形
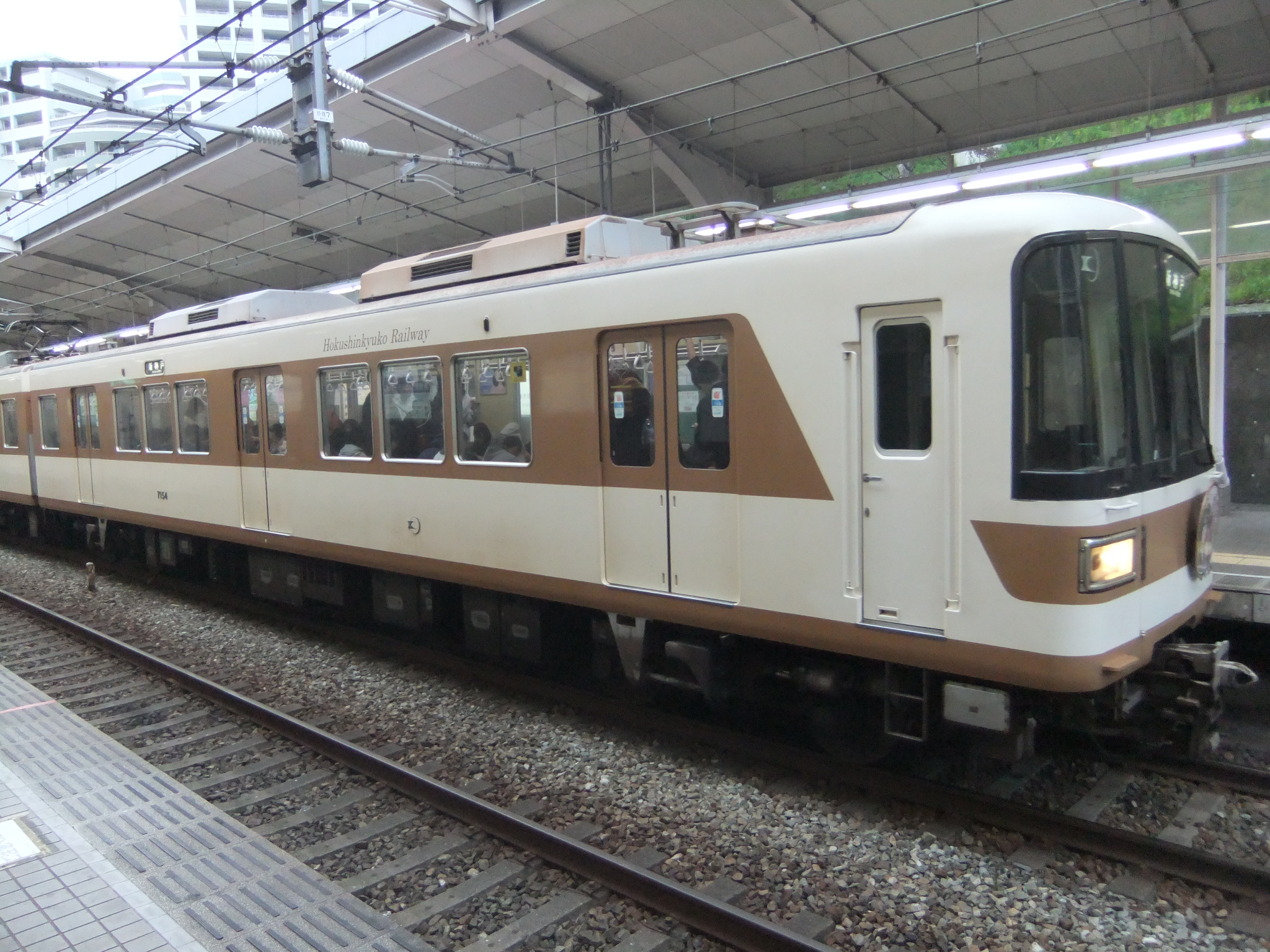
7150形